# Маджидов Камандар Бафалійович
Камандар Бафалійович (Бафали-агли) Маджидов (біл. Камандар Бафаліевіч (Бафалы аглы) Маджыдаў; нар. 17 жовтня 1961, Амамло, Дманіський район, Грузинська РСР, СРСР) — радянський та білоруський борець греко-римського стилю, дворазовий чемпіон та дворазовий срібний призер чемпіонатів світу, триразовий чемпіон та бронзовий призер чемпіонатів Європи, дворазовий володар Кубків світу, чемпіон Олімпійських ігор.

## Життєпис
Народився в Дманіському районі Грузії, де дві третини населення складають азербайджанці.
Закінчив юридичний факультет Білоруського державного університету.
Боротьбою почав займатися з 1973 року. Виступав за Всесоюзне добровільне спортивне товариство профспілок (Мінськ). Перший тренер — Ф. Таїров. У 1984—1991 роках виступав за збірну команду СРСР. З 1993 до 1996 року захищав кольори збірної команди Білорусі.
Чемпіон Олімпійський чемпіон 1988 року у легкій вазі (до 62 кг). Чемпіон світу 1986 та 1989 років. Срібний призер чемпіонатів світу 1987 та 1993 років. Володар Кубку світу 1983 та 1990 років. Чемпіон Європи 1984, 1985 та 1991 років. Бронзовий призер чемпіонату Європи 1993 року. Срібний призер чемпіонатів СРСР 1987 та 1990 років. Бронзовий призер чемпіонатів СРСР 1983 та 1984 років. Чемпіон СНД 1992 року.
Головний тренер збірної команди Білорусі з боротьби на Олімпійських іграх 1996 року в Атланті. На цій же Олімпіаді востаннє виступив за збірну Білорусі, посівши четверте місце, після чого завершив спортивну кар'єру.

## Нагороди та звання
- орденом Дружби народів
- медаллю «За трудову відзнаку»
- Заслужений майстер спорту СРСР (1984)
- Заслужений тренер Республіки Білорусь (2011)[1]

## Спортивні результати на міжнародних змаганнях

### Виступи на Олімпіадах
| Змагання                    | Збірна   | Вагова категорія                 | Місце  |
| --------------------------- | -------- | -------------------------------- | ------ |
| Літні Олімпійські ігри 1988 | СРСР     | греко-римська боротьба, до 62 кг | Золото |
| Літні Олімпійські ігри 1996 | Білорусь | греко-римська боротьба, до 68 кг | 4      |

### Виступи на Чемпіонатах світу
| Змагання                        | Збірна   | Вагова категорія                 | Місце  |
| ------------------------------- | -------- | -------------------------------- | ------ |
| Чемпіонат світу з боротьби 1985 | СРСР     | греко-римська боротьба, до 62 кг | 6      |
| Чемпіонат світу з боротьби 1986 | СРСР     | греко-римська боротьба, до 62 кг | Золото |
| Чемпіонат світу з боротьби 1987 | СРСР     | греко-римська боротьба, до 62 кг | Срібло |
| Чемпіонат світу з боротьби 1989 | СРСР     | греко-римська боротьба, до 62 кг | Золото |
| Чемпіонат світу з боротьби 1993 | Білорусь | греко-римська боротьба, до 68 кг | Срібло |

### Виступи на Чемпіонатах Європи
| Змагання                         | Збірна   | Вагова категорія                 | Місце  |
| -------------------------------- | -------- | -------------------------------- | ------ |
| Чемпіонат Європи з боротьби 1984 | СРСР     | греко-римська боротьба, до 62 кг | Золото |
| Чемпіонат Європи з боротьби 1985 | СРСР     | греко-римська боротьба, до 62 кг | Золото |
| Чемпіонат Європи з боротьби 1991 | СРСР     | греко-римська боротьба, до 68 кг | Золото |
| Чемпіонат Європи з боротьби 1993 | Білорусь | греко-римська боротьба, до 68 кг | Бронза |
| Чемпіонат Європи з боротьби 1996 | Білорусь | греко-римська боротьба, до 68 кг | 8      |

### Виступи на Кубках світу
| Змагання                    | Збірна | Вагова категорія                 | Місце  |
| --------------------------- | ------ | -------------------------------- | ------ |
| Кубок світу з боротьби 1983 | СРСР   | греко-римська боротьба, до 62 кг | Золото |
| Кубок світу з боротьби 1990 | СРСР   | греко-римська боротьба, до 68 кг | Золото |

### Виступи на інших змаганнях
| Змагання                           | Збірна            | Вагова категорія                 | Місце  |
| ---------------------------------- | ----------------- | -------------------------------- | ------ |
| Гран-прі Німеччини з боротьби 1985 | СРСР              | греко-римська боротьба, до 62 кг | Золото |
| Гала гран-прі FILA 1987            | СРСР              | греко-римська боротьба, до 62 кг | Бронза |
| Гала гран-прі FILA 1988            | СРСР              | греко-римська боротьба, до 62 кг | Золото |
| Гран-прі Німеччини з боротьби 1989 | СРСР              | греко-римська боротьба, до 62 кг | Золото |
| Гран-прі Німеччини з боротьби 1992 | Об'єднана команда | греко-римська боротьба, до 68 кг | 6      |
| Гран-прі Німеччини з боротьби 1993 | Білорусь          | греко-римська боротьба, до 68 кг | Бронза |